# Јанов (Прешов)
Јанов (слч. Janov) насељено је мјесто са административним статусом сеоске општине (слч. obec) у округу Прешов, у Прешовском крају, Словачка Република.

## Становништво
| Година:    | 1994. | 2004.    | 2014.    | 2024.   |
| ---------- | ----- | -------- | -------- | ------- |
| Број људи: | 248   | 277      | 325      | 309     |
| Разлика:   |       | +11,69 % | +17,32 % | -4,92 % |

| Година:    | 2023. | 2024.   |
| ---------- | ----- | ------- |
| Број људи: | 314   | 309     |
| Разлика:   |       | -1,59 % |

Према подацима о броју становника из 2021. године насеље је имало 327 становника.